# Jules Fil
Pour les articles homonymes, voir Fil.
Jules Fil, né Jules Abdon Fil le 2 février 1899 à Bize-Minervois (Aude) et mort le 23 septembre 1968 à Carcassonne (Aude), est un homme politique français.

## Biographie

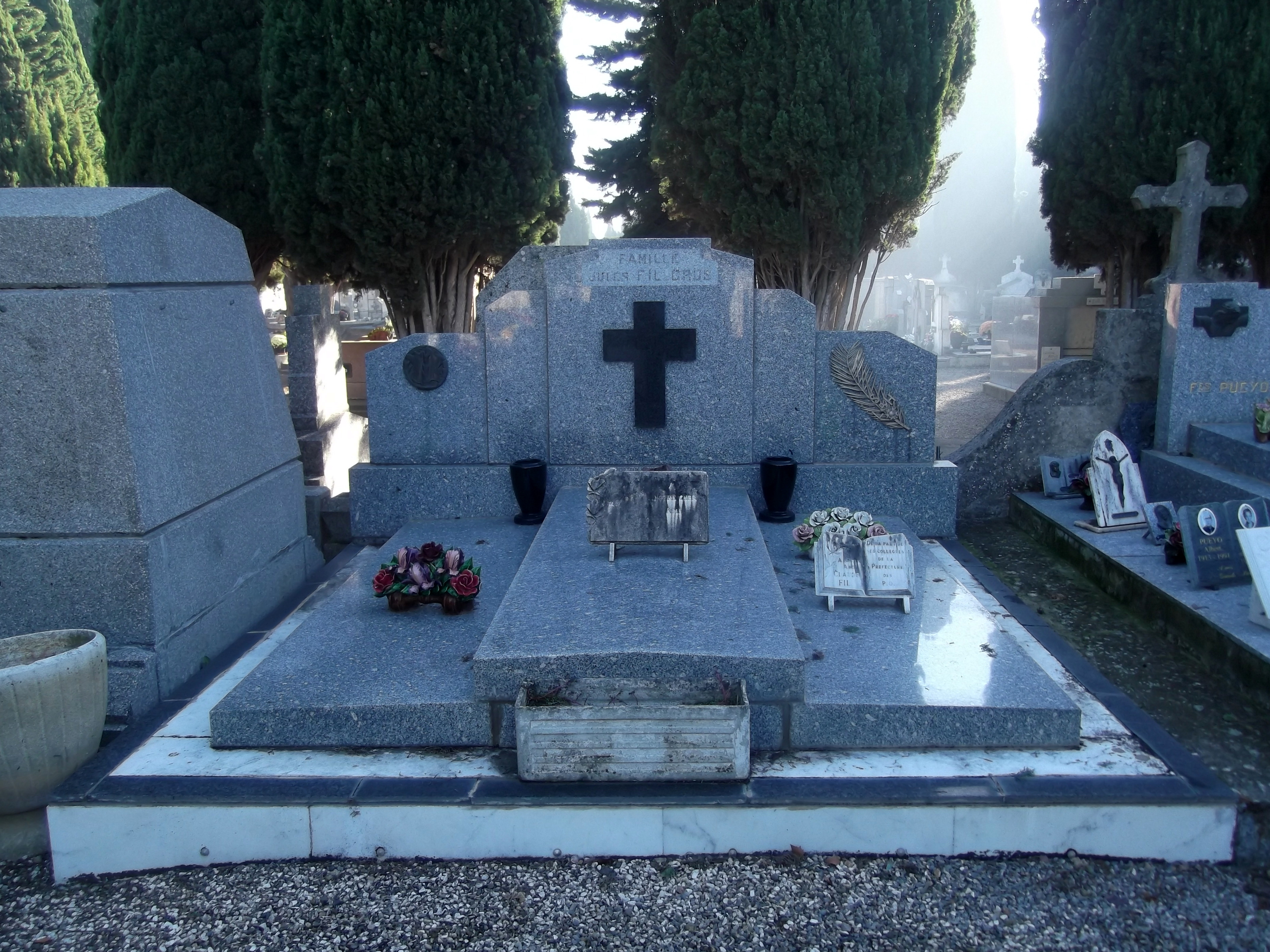
La tombe de Jules Fil au cimetière de Lézignan-Corbières.

Né dans une famille de vignerons du Minervois (il est le fils de Philippe Abdon Joseph Fil (1873-1918) et de Marie Louise Guiraud, née en 1878 à Bize-Minervois), Jules Fil intègre l'école normale de Carcassonne (promotion 1915-1918) et il est nommé instituteur en 1923 à Fourtou dans l'Aude. Il s'y marie en 1923 à Elvia Cros. En 1927, il obtient sa mutation pour le Sénégal où il est instituteur, directeur d'école puis inspecteur du primaire. Il adhère aux idées socialistes lors de ses études à l'école normale et devient franc-maçon. Il est, pour cette raison, mis d'office à la retraite en 1941. À la Libération, en 1944, il est de retour à Carcassonne. Après un passage à EDF, il crée un cabinet d'études et de gestion industrielle.
En 1947, il est élu conseiller municipal de Carcassonne sous l'étiquette SFIO et devient premier adjoint du dernier maire radical-socialiste de Carcassonne.
En 1953, Jules Fil est élu maire de Carcassonne. L'élection d'un maire SFIO obtenue avec des voix MRP suscite de vives réactions.
Jules Fil s'allie avec les autres composantes de la gauche et est par la suite élu Conseiller général.
Lors des élections législatives de 1958, il est suppléant de Georges Guille, député SFIO sortant et Président du Conseil général de l'Aude mais Georges Guille est battu par Louis Raymond-Clergue, le candidat MRP, qui était également conseiller municipal de Carcassonne.
Jules Fil est élu député dans la première circonscription de l'Aude en 1962. Il est secrétaire à l'Assemblée Nationale d'avril 1965 à avril 1966.
Il est élu sénateur de l'Aude le 11 juin 1967. Malade, il décède à peine plus d'un an plus tard. Marcel Souquet le remplace au Sénat le 24 septembre 1968 et Antoine Gayraud est élu maire de Carcassonne en octobre 1968.
Il repose au cimetière nord de Lézignan-Corbières.

## Mandats
- Conseiller municipal de Carcassonne : 1947-1953
- Maire de Carcassonne : 1953-1968
- Conseiller général du canton de Carcassonne-Centre : 1958-1968
- Député de l'Aude : 25 novembre 1962-2 avril 1967[2]
- Sénateur de l'Aude : 11 juin 1967-23 septembre 1968[6]

## Hommages
Le nom de Jules Fil a été donné à un lycée polyvalent de Carcassonne, qu'il avait fait construire, à deux établissements de travail protégé à Carcassonne et à Arzens, gérés par l'AFDAIM-ADAPEI 11 et à une école primaire de Limoux, où il avait enseigné au début de sa carrière,,.

## Distinctions
- Chevalier de la Légion d'honneur : distinction reçue en 1937 alors qu'il est instituteur principal en A.O.F.[12].
- Officier de l'Instruction publique (1950)
- Officier de la Légion d'honneur (1956)